# Il territorio dell'architettura
Il territorio dell'architettura è un saggio di Vittorio Gregotti che riguarda la personale riflessione dell'autore sull'architettura e di come essa dovrebbe relazionarsi con l'ambiente urbano
Prima edizione 1966, edizioni successive 1992, 1972, 1987 e 2014. 

## Contenuti
Scopo dell'architettura è rivelare i luoghi e dare un significato ad un ambiente fisico. Progettare significa ordinare la complessità dei 'sistemi di materiali', ed è discorso prettamente formale: stile, ideologia, tecnica e scienze economiche sono il materiale o i mezzi con cui l'architetto plasma la realtà fisica, ma sono di fatto anche elementi subordinati alla ricerca formale adatta.
Il libro è suddiviso in 4 capitoli indipendenti:

### Capitolo 1: i materiali
Gregotti si dilunga sul ruolo passato, presente e futuro dell'architetto. La scoperta delle nuove tecniche costruttive e dei nuovi materiali, inerenti più l'ingegnere che l'architetto, oltre che la sempre più frazionata ripartizioni dei compiti, ha fatto sì che l'architetto perdesse il suo ruolo predominante. Però tra tutte queste figure professionali è l'unico in grado di unire tecnica, conoscenze pratiche e soprattutto creatività. È quindi necessario che l'architetto acquisisca i mezzi tecnici necessari per mettere a frutto la propria creatività.
La seconda parte è invece dedicata al ruolo dell'architettura, intesa come scienza in grado di ordinare e mettere in relazione gli elementi nello e dello spazio, al fine di migliorare la qualità dell'assetto urbano e della vita degli abitanti. Pionieristica è l'importanza data al paesaggio, elemento da tutelare soprattutto tramite le moderne tecniche costruttive meno invasive e impattanti.

### Capitolo 2: La forma del territorio
L'architettura è la matrice che modifica l'ambiente e la sua estetica. Gregotti s'interroga sul rapporto tra architettura e ambiente (o contesto che dir si voglia), definito come il prodotto degli sforzi d'immaginazione di molti e quindi memoria collettiva. Interessante la sua visione di città come linguaggio della collettività e quindi memoria d'un gruppo sociale e del suo sforzo d'immaginazione.

### Capitolo 3: Architettura e storia
L'architettura è una materia storica, figlia della memoria e della tradizione oltre che del susseguirsi degli eventi politici e sociali. È pertanto un documento per le altre discipline, e può esser letta o interrogata in quanto testimone degli eventi storici. 
Gregotti si domanda poi quanto debba il contesto storico interferire con la progettazione: inizialmente ci dice che è fondamentale per carpire i segni guida di un progetto. L'importante è che l'approccio verso la storia sia di carattere interpretativo e non poetico (nostalgico) o teorico (rischia d'esser mero mimetismo o di creare un falso storico). 
Fondamentale è infine evitare un'eccessiva categorizzazione dello stile: è superficiale richiamare nelle architetture moderne le tipologie acquisite da altri periodi storici rigidamente catalogati (romanticismo, classicismo, neoclassicismo etc).

### Capitolo 4: Tipo, uso e significato
Tipo è definito come un modello base da cui traggo degli schemi comportamentali, o in alternativa come un insieme di tratti distintivi che mi permettano la classificazione architettonica.
Secondo Gregotti la crisi semantica dell'architettura moderna ha due concause: il non considerare l'ambiente come parte integrante dell'architettura e soprattutto l'aver perso il concetto di tipo architettonico.
Vi sono poi le considerazioni finali: ruolo dell'architetto moderno è quello di fornire alla popolazione le strutture di semplice servizio, non tanto quello di migliorare esteticamente e funzionalmente un ambiente.

## Edizioni principali
- Vittorio Gregotti, Il territorio dell'architettura, Universale economica. Saggi, Feltrinelli, 2014,  pp. 192, cap. quattro.